# New Ireland (Nouveau-Brunswick)
Pour les articles homonymes, voir Ireland.
New Ireland était un village canadien situé dans le territoire de la municipalité de Fundy Albert, dans le comté d'Albert, au sud-est du Nouveau-Brunswick.

## Géographie
New Ireland était situé dans les collines calédoniennes, à 280 mètres d'altitude, à environ 5 kilomètres à l'ouest de Teahans Corner. Le site est toujours accessible par la route 114 via le chemin Shepody.

## Histoire
New Ireland est un établissement agricole fondé en 1816. Il ne doit pas être confondu avec des établissements près de Gagetown appelés New Ireland, vers 1826.
Les terrains sont concédés en 1830. Le bureau de poste ouvre ses portes en 1857. Le recensement de 1866 dénombre 68 familles habitant au village. Il y a 150 habitants en 1871. Le bureau de poste ferme ses portes en 1896. Un recensement de 1898 note la présence d'une église mais la population a baissé à 100 personnes.
New Ireland comprenait aussi l'établissement de New Ireland Road, comptant un bureau de poste de 1864 à 1903. La population de New Ireland Road passa de 25 familles en 1866 à 150 personnes en 1898.
New Ireland Road comprenait aussi l'établissement de Kerry, comptant lui aussi un bureau de poste, de 1876 à 1931. Kerry était nommé d'après le comté de Kerry, en Irlande. En 1898, Kerry comptait une église et une population de 75 personnes.
New Ireland est abandonné vers 1920. Le site est désormais occupé par le parc national de Fundy.
Le hameau d'Hibernia, dans la paroisse d'Hampstead, s'appelait New Ireland jusqu'en 1871 ; il fut exproprié au début des années 1950 pour l'ouverture de la base des Forces canadiennes Gagetown.